# Quadrilátero de Henie
O Quadrilátero de Henie é um dos 62 quadriláteros definidos pela cartografia de Vênus aprovada pela União Astronômica Internacional.
Nos mapas de escala de 1 / 5.000.000 (identificados com o código V-58) inclui a parte da superfície de Vênus localizada na latitude entre 50 ° a 75 ° S e um comprimento entre 120 ° e 180 ° E.

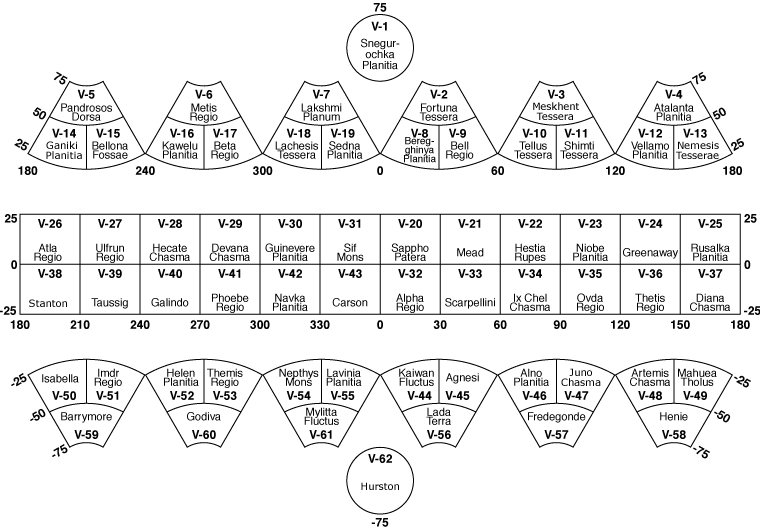
Quadriláteros de Vênus em um mapa à escala 1/5.000.000

Deve o seu nome à cratera de Henie.